# Batallón Colombia No.1
El Batallón Colombia No. 1 fue una unidad militar conformada por  5062 hombres de las Fuerzas Militares de Colombia que participaron en la guerra de Corea, entre 1951 y 1954. En el marco de su primera misión militar internacional, Colombia hizo presencia en la península coreana con el Batallón Colombia. Así se denominó al grupo colombiano de tres fragatas y un batallón de infantería, que en diferentes momentos y lugares incursionaron en el conflicto, respondiendo a la convocatoria realizada por las Naciones Unidas, en cabeza de los Estados Unidos, para apoyar las fuerzas de Corea del Sur. Mientras tanto, Corea del Norte recibió el respaldo de la Unión Soviética y de China. Colombia fue el único país latinoamericano que envió un batallón de combate al conflicto. Si bien la participación del Ejército Nacional de Colombia en un conflicto internacional en el marco de la Guerra Fría ha sido incluso llamada “la Guerra Olvidada”, desde el punto de vista surcoreano, este hito histórico es el andamiaje que ha soportado una relación bilateral "especial" entre Corea del Sur y Colombia en los últimos 60 años. Según cifras oficiales de la Embajada de la República de Corea en Colombia, 145 combatientes del Batallón Colombia perdieron la vida durante los enfrentamientos, 69 soldados fueron dados por desaparecidos y 610 resultaron heridos. Algunos veteranos colombianos de la guerra de Corea continuaron en el Ejército Nacional de Colombia e incluso alcanzaron el grado de generales. Otros muchos suboficiales y soldados han vivido y muerto en condiciones extremas de vulnerabilidad y olvido, a pesar de las iniciativas de retribución y memoria histórica proyectadas o implementadas por actores públicos y privados, tanto en Colombia como en Corea del Sur.

## Antecedentes y contexto
La guerra de Corea constituye uno de los escenarios de “guerra por delegación” (en inglés, proxy war) que ocurrieron durante la Guerra Fría. El domingo 25 de junio de 1950, los tanques de Corea del Norte atravesaron el paralelo 38, iniciando la confrontación armada que se extendería hasta el armisticio de 1953. Este bando contaba con el respaldo militar de la Unión de Repúblicas Socialistas Soviéticas y la República Popular China. Los Estados Unidos, visiblemente enfocados en “frenar la expansión del comunismo” en Asia, reaccionaron de manera inmediata ordenando la movilización de sus fuerzas que estaban en Japón para apoyar al Ejército surcoreano. Además, el gobierno estadounidense solicitó la intervención del Consejo de Seguridad de las Naciones Unidas. Como resultado, este órgano expidió una resolución que demandaba la retirada de las fuerzas norcoreanas, al tiempo que requería la participación y el apoyo de todos sus Estados miembros para tal fin.
El 27 de junio de 1950 el secretario de la Organización de las Naciones Unidas (ONU) formuló la petición de ayuda para las fuerzas aliadas desplegadas en la península. Naciones como Australia, Bélgica, Luxemburgo, Grecia, Países Bajos, Francia, Turquía, Canadá, entre otras, respondieron a este llamado, alcanzando un total de 18 países que ofrecieron apoyo militar. En cuanto al continente americano, se esperaba que México, Argentina y Brasil colaboraran con un Regimiento, mientras que se preveía que el resto de países americanos aportara una Compañía. Sin embargo, muchos de ellos declinaron esta solicitud porque consideraron que en el fondo se trataba de una contienda entre la Unión Soviética y los Estados Unidos.

### Creación

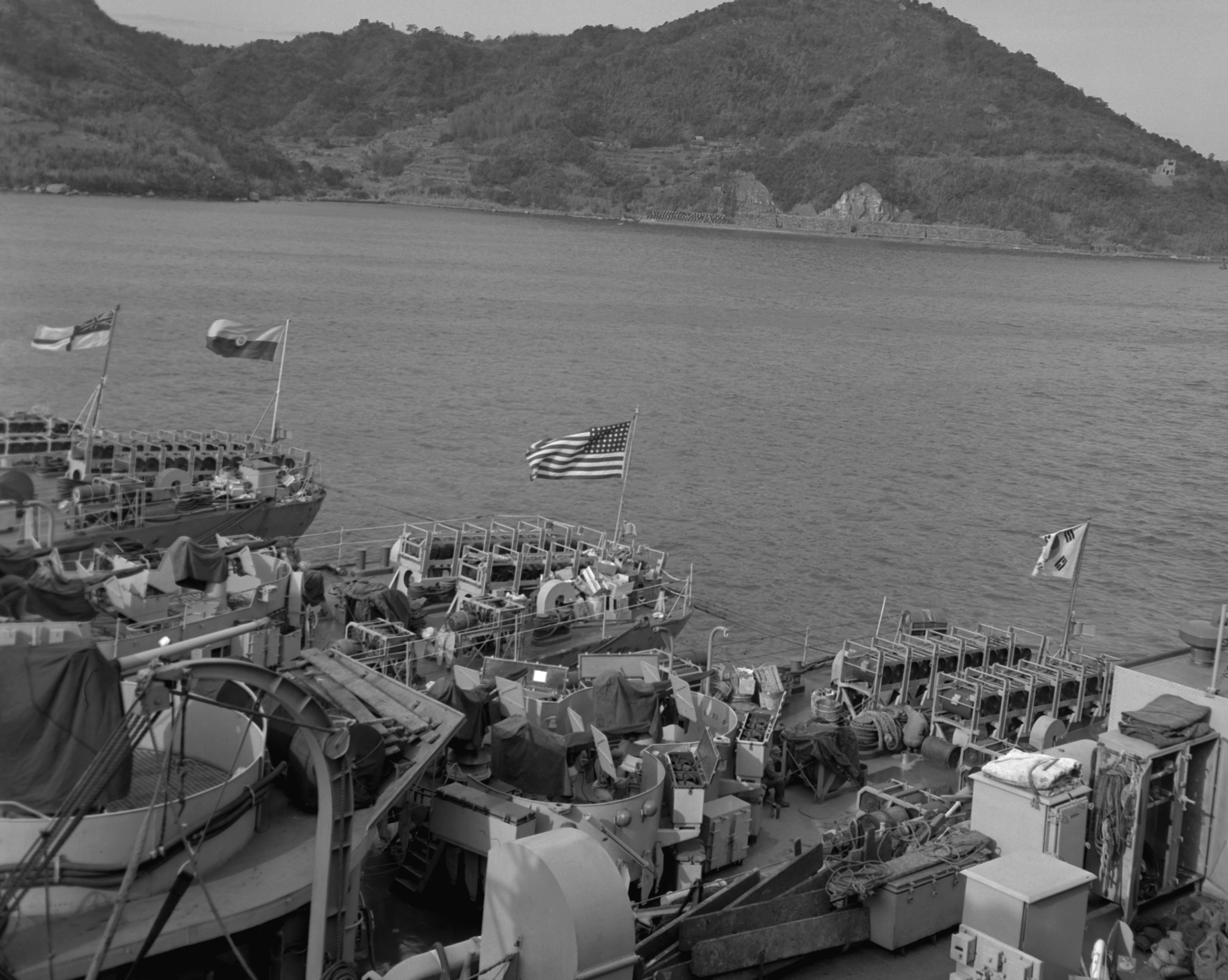
Fragata colombiana ARC Almirante Padilla (F-11) (2.ª desde la izq.) fondeada al lado del USS Jason (ARH-1) en el estuario Han en Corea del Sur el 16 de enero de 1952, junto a otras fragatas de varias nacionalidades.

En principio, la posición del gobierno colombiano no era muy distinta a la que habían adoptado sus pares latinoamericanos, dado que, si bien hubo un respaldo contundente -al menos discursivo- a la iniciativa estadounidense, algunos sectores en Colombia notaban que el país apenas contaba con las fuerzas para atender sus necesidades internas en una coyuntura particularmente compleja: de transición presidencial y contiendas bipartidistas, enmarcadas en el período de La Violencia.
No obstante, el gobierno de Laureano Gómez Castro ofreció una unidad naval a las fuerzas aliadas y dos semanas más tarde agregó a su compromiso un batallón de infantería, que aún no existía. Aceptadas ambas unidades, el ministro de guerra colombiano, Roberto Urdaneta, envió la fragata Almirante Padilla desde Cartagena hacia la base naval de San Diego (California), bajo el mando del capitán de corbeta Julio César Reyes Canal, con el fin de adelantar reparaciones y adecuación de su equipo para la misión de guerra y un período de entrenamiento para su tripulación. Así se estableció en el Decreto 3230 del 23 de octubre de 1950. En relación con el cuerpo de infantería, el Decreto 3927 de diciembre de 1950, creó el Batallón de Infantería N.º 1 Colombia, con destino al ejército de las Naciones Unidas en Corea.

### Colombia en la Guerra de Corea
El primer convoy enviado fue una flota de la Armada, el famoso Almirante Padilla, que zarpó de Cartagena el 1 de noviembre de 1950 con destino a la Base Naval de San Diego en Estados Unidos. Allí debió ser adaptada y preparada para poder continuar hacia Pearl Harbor, y luego a la Base Sasebo en Japón donde fue asignada para patrullar la costa oeste de Corea. Este y los siguientes grupos de soldados colombianos que viajaron a Corea recibieron entrenamiento de militares estadounidenses. El 18 de mayo de 1951, partió de Buenaventura, en el Pacífico de Colombia, el primer contingente del Ejército que desembarcó en el puerto de Busán, Corea del Sur, el 16 de junio del mismo año. Los soldados colombianos lucharían a más de 16.000 kilómetros de su país en una de las mayores batallas ideológicas de la historia reciente.  

"He combatido en tres guerras. Pensé que nada me faltaba por ver en el campo del heroísmo y de la intrepidez humana. ¡Pero me faltaba ver combatir al Batallón Colombia!"
Blackshear M. Bryan, Teniente General del Ejército de Estados Unidos

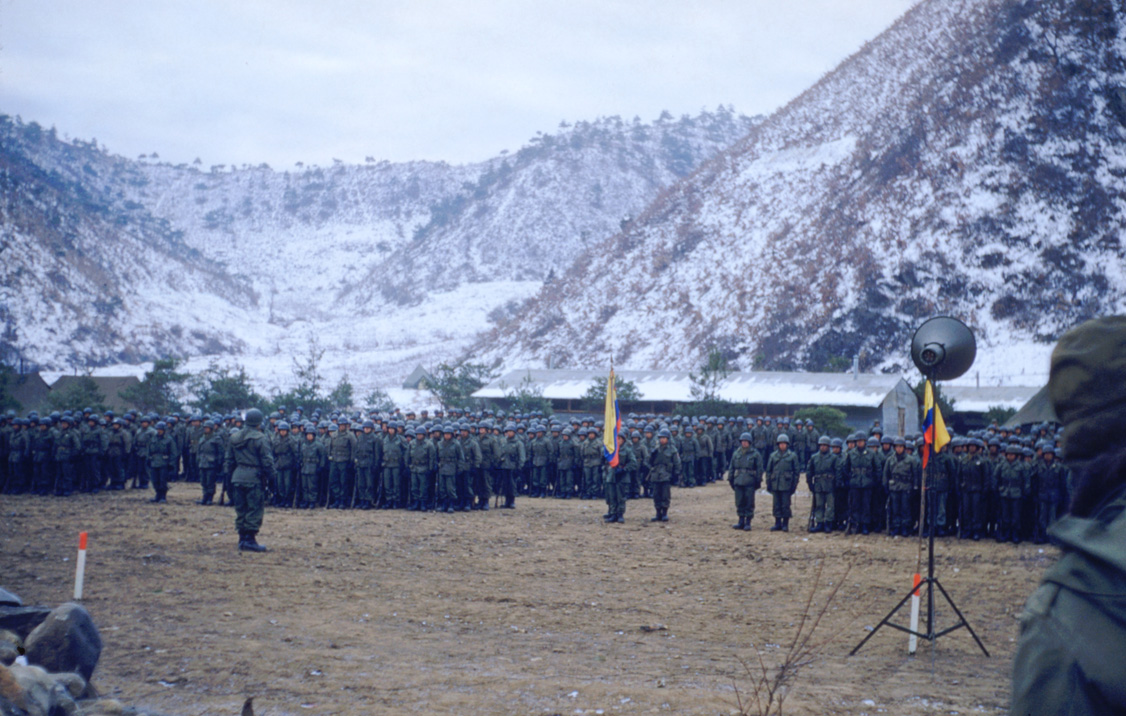
Soldados del Batallón en Invierno.

El Batallón Colombia estuvo bajo la dirección de las tropas de Estados Unidos, específicamente las divisiones 7 y 24 de infantería. Los colombianos participaron en múltiples combates (Nomad, Thunderbolt, Climber y Bárbula). Además, las fragatas ARC Almirante Padilla, ARC Capitán Tono y ARC Almirante Brión de la Armada Nacional participaron de varias acciones militares durante la guerra. Uno de los enfrentamientos más icónicos en los que participaron soldados colombianos fue el de las colinas de Old Baldy al norte de Seúl. Si bien este duró 10 meses, fue durante la quinta batalla en marzo de 1953 que la contribución de Colombia fue esencial para las fuerzas de la ONU. Allí, los colombianos impidieron el avance de las tropas chinas a lo que habría sido un acceso directo a Seúl. Algunos veteranos sugieren que gran parte de su éxito se debía a las similitudes de ese terreno con las montañas de Boyacá y Antioquia. En esta batalla fallecieron 95 soldados, 97 fueron heridos y 30 tomados como prisioneros de guerra por los chinos.
El 27 de julio de 1953 se estableció el Armisticio de Panmunjom donde las dos partes aceptaron al paralelo 38 como línea fronteriza. Para esa fecha, 145 combatientes colombianos habían muerto, 610 estaban heridos, y cerca de 69 desaparecieron. Para el pueblo coreano este conflicto dejó más de tres millones y medio de víctimas mortales, así como miles de desplazados y desaparecidos. Habiendo cumplido con su misión, el Ejército salió de Corea del Sur en 1954 y la Armada en 1955.

### Regreso a Colombia

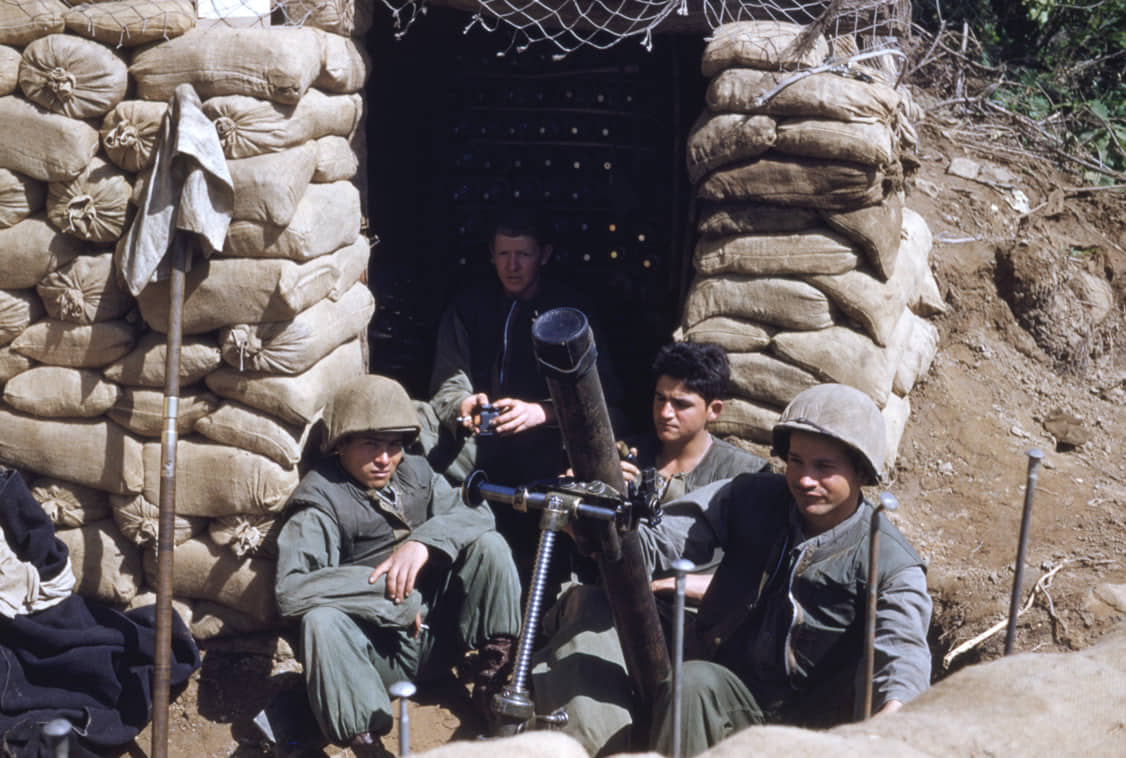
Soldados colombianos junto a un Mortero.

El 30 de noviembre de 1954, el presidente General Gustavo Rojas Pinilla realizó un discurso de bienvenida al último contingente militar que llegó de Corea. Exaltó la participación colombiana, en los mismos términos que lo hizo Laureano Gómez en la despedida del 12 de mayo de 1951. 
Aparecieron numerosas publicaciones militares sobre las experiencias de la guerra y varias cátedras nuevas en las escuelas militares a cargo de los oficiales que tuvieron la experiencia de la guerra. Después de la expectativa que generó el regreso de las tropas a Colombia, los recién llegados combatientes, se encontraron con una dura realidad: “Algunos integrantes, especialmente suboficiales, continuaron en el Ejército Nacional. La mayoría, especialmente los soldados rasos inhabilitados en el frente para la vida militar, se dispersaron por todo el país, hacia sus hogares, convencidos que su condición de veteranos les abriría las puertas del trabajo remunerado. Muchos de ellos consiguieron incorporarse de nuevo a las empresas que abandonaron para viajar a Corea. Pero la mayoría se hizo miembro forzoso de esa numerosa, desadaptada y dramática familia de los veteranos sin empleo”.
El soldado colombiano de la guerra de Corea fue representado después de diversos modos, según los intereses interpretativos de quien hiciera la lectura. Así, los oficiales que fueron a la guerra construyeron su propia visión mítica del soldado. De igual manera, los académicos y literatos que reconstruyeron la guerra crearon su propia versión del soldado, más cercana a una víctima. Finalmente, sesenta años después, los mismos soldados también reconstruyeron su papel de una manera particular, reivindicando sus actuaciones dentro de la guerra.

### Masacre de estudiantes en 1954
En el marco de la conmemoración del asesinato  ocurrido en 1928 del estudiante Gonzalo Bravo Pérez, el 8 de junio de 1954, murió Uriel Gutiérrez Restrepo, de veintitrés años, estudiante de cuarto año de medicina y filosofía, y otros resultaron heridos por acción de la Policía Nacional. En consecuencia, al día siguiente, el 9 de junio, un grupo de no menos de diez mil universitarios de la Universidad Nacional, la Pontificia Universidad Javeriana,  Universidad Externado, Universidad del Rosario, Universidad de Los Andes, Universidad Libre, Universidad La Gran Colombia, Universidad de América y algunos estudiantes de bachillerato de Bogotá, salieron a marchar como manifestación de protesta. En esa fecha, murieron 10 estudiantes y un transeúnte, quedaron 39 personas heridas de bala, dos mutilados y varios contusos.  Por estas muertes se conmemora el 8 y 9 de junio como día del estudiante caído en Colombia.
Fueron asesinados los estudiantes Jaime Moore Ramírez y Hernando Morales Sánchez (Química), Hugo León Velásquez, (Medicina), Carlos J. Grisales (Economía), Álvaro Gutiérrez Góngora (Medicina), Elmo Gómez Lucich (estudiante peruano), Rafael Sánchez Matallana (Colegio Virrey Solís) y Hernando Ospina (Veterinaria).
Ante la renuncia del rector de la Universidad Nacional, Abel Naranjo Villegas, Rojas Pinilla nombró en su reemplazo al coronel José Manuel Agudelo. Uno de los estudiantes, en entrevista para el periódico colombiano El Tiempo, declaró que "los soldados, al parecer veteranos de la guerra de Corea, abrieron fuego contra ellos de manera indiscriminada". 
Los soldados veteranos de Corea trataron de desvincularse del grupo que abrió fuego emitiendo comunicados a la opinión pública, no obstante, esta imagen persistiría en el imaginario nacional y representaría el origen de los problemas sociales de los veteranos colombianos de la guerra de Corea.

### La Violencia
Su entrenamiento en la importancia de la moral, inteligencia y contrainteligencia, la acción psicológica, realización de operaciones, logística, guerra de guerrillas y experiencia fue usada en el Conflicto armado interno de Colombia, producto del bipartidismo conocido como La Violencia, como en la denominada Guerra de Villarrica (Tolima). El Ejército Nacional funda la Escuela de Lanceros en Cundinamarca en 1955, y crece la influencia estadounidense en las Fuerzas Militares.

### Implicaciones
Uno de los efectos de la participación de Colombia en la guerra de Corea fue el fortalecimiento, modernización y profesionalización de su Ejército Nacional y de su doctrina militar. Esto ocurrió no solo por la compra y embargo de armamento y equipo, sino también por la experiencia adquirida y la formación recibida. Esta incluía labores de inteligencia, contrainteligencia, manejo de comunicaciones, entre otras, aplicadas de manera posterior en la lucha contra "el enemigo interno". Sin duda, el nivel logístico de la actuación militar colombiana fue el más beneficiado; se subsanaron las deficiencias y carencias en términos de evacuación de heridos, muertos, material de guerra y mantenimiento de equipos, desempeño de unidades al servicio del orden público, entre otros. Todas estas tácticas y técnicas de combate puestas en práctica se orientaron más tarde a controlar el orden público interior, el cual se veía seriamente afectado por el creciente bandolerismo y la formación de guerrillas y grupos de resistencia civil y armada a mediados del siglo XX. Adicionalmente, el Ejército Nacional abandonó los modelos militares europeos, y adoptó el modelo estadounidense. Esto marcaría el inicio de una larga relación de cooperación militar entre Colombia y los Estados Unidos. El Batallón Colombia fue el nombre que recibió el grupo de élite del Ejército Nacional. Este sería posteriormente enviado como parte de la Fuerza Multinacional de Paz y Observadores de la ONU al Canal de Suez durante la crisis de 1956; y desde 1982 patrullan el Sinaí, como garantes de los acuerdos de paz entre Egipto e Israel.
Además de los avances en el campo militar, Colombia se mostró más activa al interior de la ONU, a pesar de sus limitaciones logró su cometido de mantenerse cercana a los Estados Unidos en el marco de la llamada doctrina respice polum. Sin embargo, ese excesivo enfoque en el norte de la región hizo invisible ante los ojos del país los desarrollos y avances que ocurrían en otras regiones y escenarios. Por ejemplo, a pesar del histórico acontecimiento que marcó la participación colombiana en el conflicto coreano, las relaciones bilaterales entre Colombia y Corea del Sur, durante gran parte del siglo XX no fueron dinámicas, más allá de la narrativa de amistad binacional. Las relaciones diplomáticas formales entre los dos países se establecieron en 1962. Corea del Sur ha brindado recursos de cooperación a Colombia y apoyó la creación de organizaciones como la Asociación Colombiana de Veteranos de la guerra de Corea (ASCOVE) y la Fundación de Veteranos y Descendientes Colombianos de la guerra de Corea (FUNVECOREA). Sin embargo, el fortalecimiento de las relaciones ocurrió solo a inicios de la década del 2000. Este estuvo marcado por un memorando de entendimiento en temas de cooperación militar (2015) y la firma de un Tratado de Libre Comercio (2013) con la que es en la actualidad una de las economías más grandes del mundo y un ejemplo de desarrollo industrial. El ámbito cultural ha sido una de las esferas con mayor dinamismo de las relaciones binacionales entre Colombia y Corea; en ella han confluido actores públicos y privados de ambos países, buscando avanzar sus propias agendas, a partir del hito inaugural de la que se percibe como una relación especial derivada de la incursión colombiana en favor de los surcoreanos durante los momentos más críticos de la guerra en la península.

## Conmemoraciones
El antiguo Monumento a Los Héroes de Bogotá, fue planeado durante el gobierno de Laureano Gómez para hacer un homenaje a los soldados del Batallón Colombia enviados a la guerra de Corea, en la lucha anticomunista.
En la base de la 15.ª División de Infantería, localizada en la región de Hwacheon, se encuentra desde el 15 de junio de 2014 un Monumento a los Héroes Caídos colombianos que participaron en la guerra de Corea. En ese lugar, el Batallón Colombia libró una de las batallas en las que participó durante el conflicto.
En la Escuela Superior de Guerra localizada en el Cantón Norte de Bogotá se encuentra el monumento denominado "Pagoda" una réplica de una pagoda que fue obsequiada por el gobierno de Corea en 1973 en honor a los soldados muertos en combate durante la guerra. Inicialmente la obra se ubicó en la Calle 100 con Carrera 15 pero hasta 1994 con la modificación del trazado urbano de la vía fue movida e instalada a su ubicación actual. La pagoda tiene una altura aproximada de 12 metros y está realizada en granito.
En agosto de 2016 fue inaugurado el Centro Amistoso de Rehabilitación Integral (CRI) Colombia-Corea. Se trata de un moderno centro de rehabilitación que esperaba beneficiar a 1.300 soldados, infantes de marina y policías en condición de discapacidad gracias al apoyo de la Agencia de Cooperación Internacional de Corea (KOICA) y a la gestión de la Agencia de Cooperación Internacional de Colombia, APC-Colombia. La construcción del centro tuvo un costo de 33 mil millones de pesos, de los cuales, KOICA realizó un aporte de 11’500.000 dólares estadounidenses. El CRI es un proyecto aprobado por el Gobierno coreano en el año 2007, como símbolo de amistad entre los países y en agradecimiento a las Fuerzas Militares de Colombia por el apoyo a Corea del Sur en la guerra contra Corea del Norte.
El Parque Gyeongmyeong, también conocido como el Parque Colombia, es un monumento dedicado a las Fuerzas Militares de Colombia en la guerra de Corea y se encuentra ubicado en la ciudad de Incheon, al oeste de Seúl, la capital surcoreana. Este parque es un homenaje a la colaboración que los soldados colombianos brindaron a Corea del Sur en la guerra que libraron contra sus vecinos del norte. Fue inaugurado el 25 de julio de 2018.
Un tercer monumento conmemorativo de la amistad entre Corea del Sur y Colombia, en ocasión del 70° aniversario de la participación del país sudamericano en la guerra de Corea, se inauguró en noviembre de 2021, durante el día oficial de conmemoración de los veteranos de la Organización de las Naciones Unidas (ONU), en el Cementerio Conmemorativo de la ONU, en la ciudad de Busan.
Otro monumento de homenaje al Batallón Colombia se encuentra en la Armada de la República de Colombia en Cartagena, y fue inaugurado en marzo de 2008.

## Batallón Colombia No. 2
En 1956, durante la Guerra del Suez, fue desplegado el Batallón Colombia N.º 2, como parte de la Fuerza de Emergencia de las Naciones Unidas (UNEF), en la coyuntura de enfrentamientos entre Francia, Gran Bretaña e Israel contra Egipto por el Canal de Suez.

## Batallón Colombia No. 3
Con el objetivo de defender los Acuerdos de Camp David (tras la guerra de Yom Kipur, 1973), desde 1981 fue desplegado el Batallón Colombia N.º 3 en la Península de Sinaí (Egipto), como parte de la Fuerza Multinacional de Paz y Observadores.